# Saint-Bernard (Côte-d’Or)
Saint-Bernard ist eine französische Gemeinde mit 460 Einwohnern (Stand 1. Januar 2022) im Département Côte-d’Or in der Region Bourgogne-Franche-Comté. Sie gehört zum Kanton Nuits-Saint-Georges und zum Arrondissement Beaune. 
Sie grenzt im Nordwesten an Gilly-lès-Cîteaux, im Nordosten an Épernay-sous-Gevrey, im Südosten an Villebichot und im Südwesten an Flagey-Echézeaux.

## Weblinks

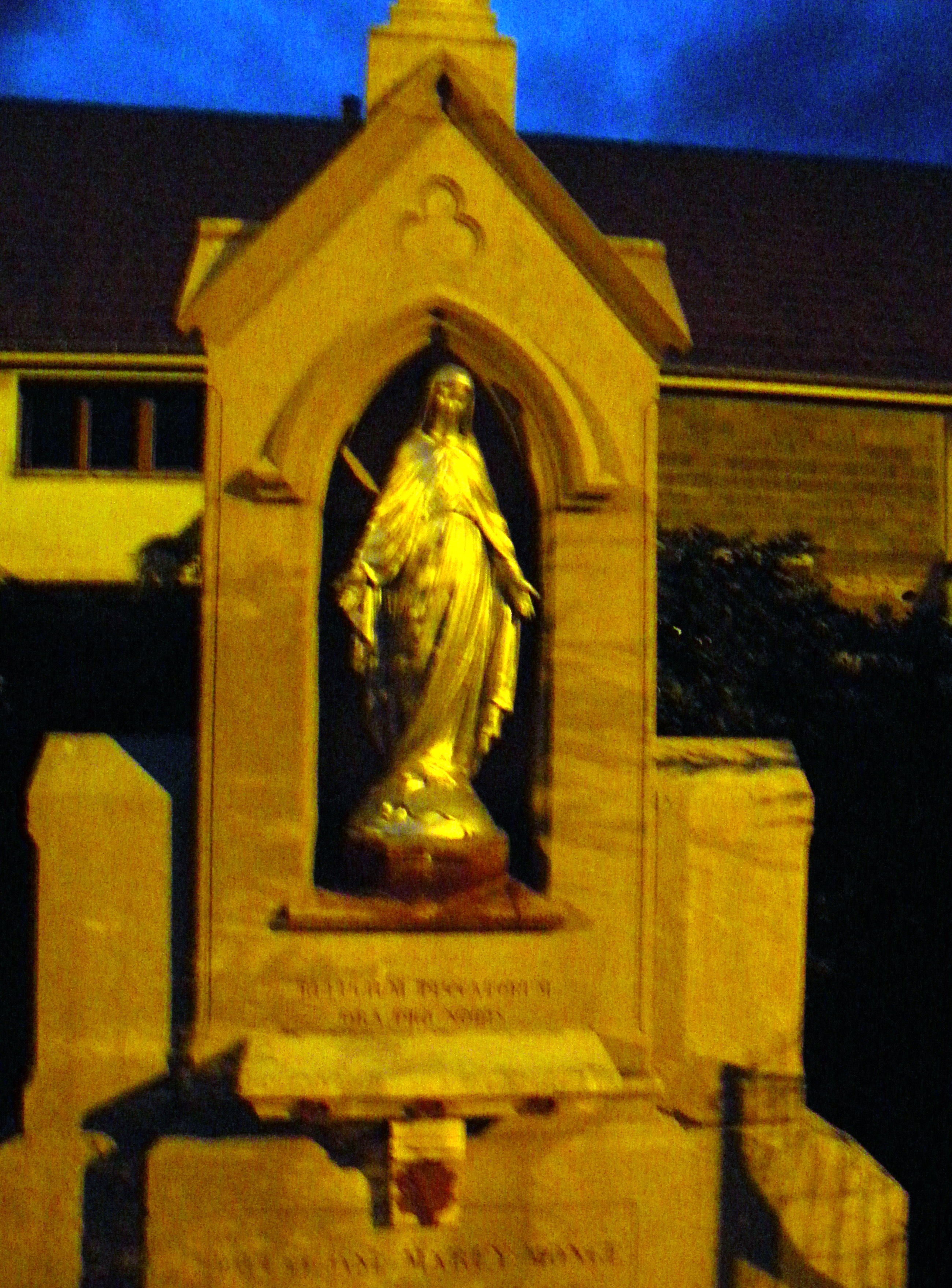
Marienstatue in Saint-Bernard

## Bevölkerungsentwicklung
| Jahr                       | 1962 | 1968 | 1975 | 1982 | 1990 | 1999 | 2008 | 2015 |
| -------------------------- | ---- | ---- | ---- | ---- | ---- | ---- | ---- | ---- |
| Einwohner                  | 103  | 87   | 109  | 194  | 236  | 291  | 410  | 462  |
| Quellen: Cassini und INSEE |      |      |      |      |      |      |      |      |